# Jerzy Zabczyk
Jerzy Zabczyk (* 29. März 1941 in Douai, Frankreich) ist ein polnischer Mathematiker und Professor am Institut für Mathematik der Polnischen Akademie der Wissenschaften.
Er beschäftigt sich vor allem mit der Wahrscheinlichkeitstheorie, der stochastischen Kontrolltheorie und der Finanzmathematik. Er ist Experte für stochastische PDEs und probabilistische Potentialtheorie.

## Leben
Zabczyk machte 1963 seinen Masterabschluss an der Universität Warschau. Danach promovierte er 1969 bei Zbigniew Ciesielski an der Universität Gdansk über das Thema Semi-Classical Potential Theory for Processes with Independent Increments. Er habilitierte 1975 an der Polnischen Akademie der Wissenschaften, wurde dort 1983 außerordentlicher Professor und 1990 ebendort Professor. Seit 2013 ist er Vollmitglied der Polnischen Akademie der Wissenschaften.

## Publikationen
Zabczyk schrieb über 100 Publikationen und 12 Bücher, wovon er 4 mit Giuseppe da Prato schrieb.

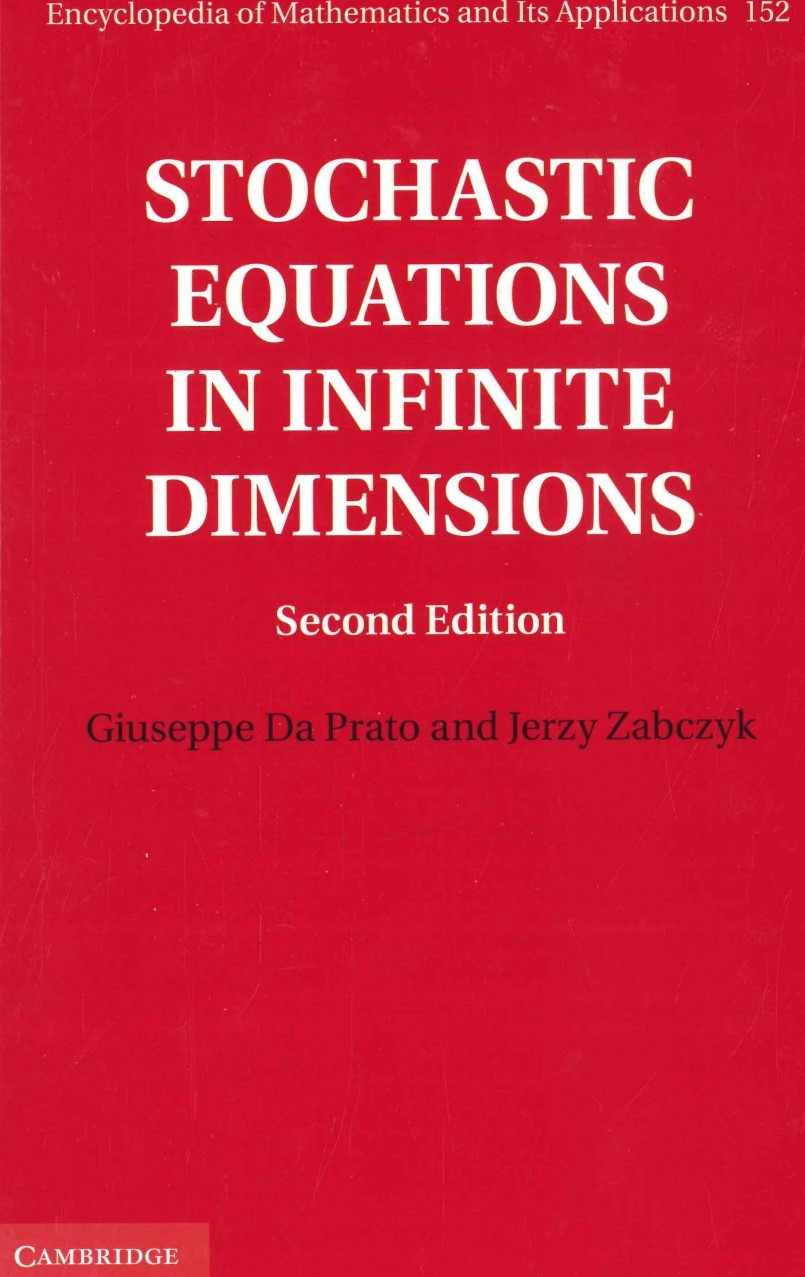
G. Da Prato, J. Zabczyk, Stochastic equations in infinite dimensions (2014)

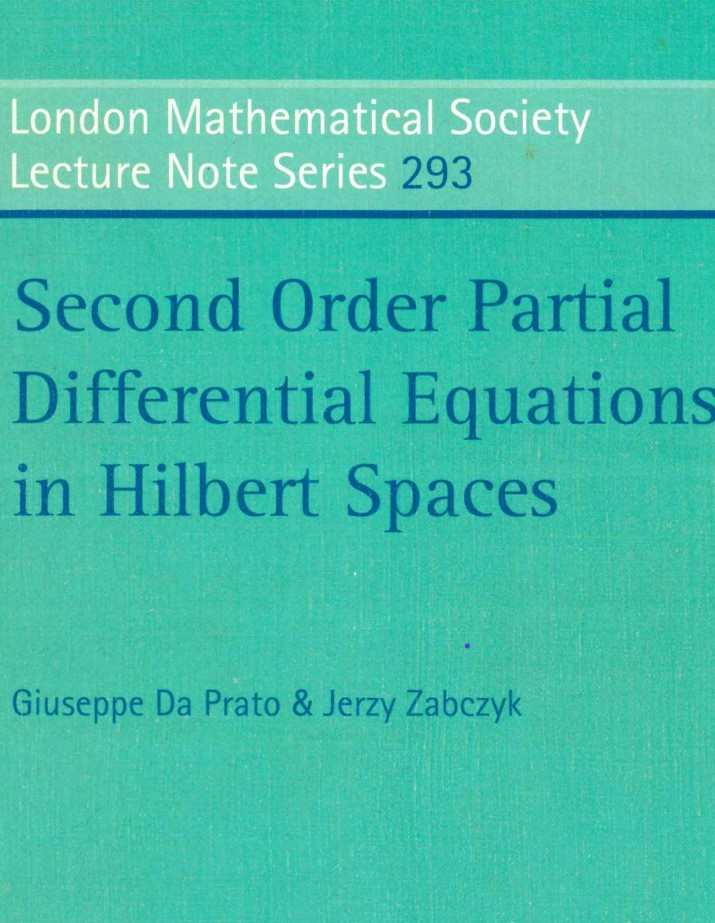
G. Da Prato, J. Zabczyk, Second Order Partial Differential Equations in Hilbert Spaces, 2002

### Artikel (Auswahl)
- “Remarks on the Control of Discrete-Time Distributed Parameter Systems.” Siam Journal on Control 12 (1974): 721–735.
- mit A.J. Pritchard (1981). Stability and Stabilizability of Infinite-Dimensional Systems. Siam Review, 23, 25–52.
- mit G. da Prato und S. Kwapieň (1988) Regularity of solutions of linear stochastic equations in hilbert spaces, Stochastics, 23:1, 1–23, doi:10.1080/17442508708833480
- mit S. Peszat "Strong Feller Property and Irreducibility for Diffusions on Hilbert Spaces," The Annals of Probability, Ann. Probab. 23(1), 157–172, (January, 1995). projecteuclid.org
- mit S. Peszat. “Nonlinear stochastic wave and heat equations.” Probability Theory and Related Fields 116 (2000): 421–443.

### Bücher (Auswahl)
- mit G. da Prato (1996). Ergodicity for Infinite Dimensional Systems (London Mathematical Society Lecture Note Series). Cambridge: Cambridge University Press. doi:10.1017/CBO9780511662829
- mit G. da Prato (2002). Second order partial differential equations in Hilbert spaces.
- mit G. da Prato (2014). Stochastic Equations in Infinite Dimensions (2nd ed., "Encyclopedia of Mathematics and its Applications"). Cambridge: Cambridge University Press. doi:10.1017/CBO9781107295513
- Mathematical Control Theory (2008). Birkhäuser Boston, MA. doi:10.1007/978-0-8176-4733-9
- mit S. Peszat (2007). Stochastic Partial Differential Equations with Lévy Noise : An Evolution Equation Approach. Cambridge: Cambridge University Press.